# أندرياس كوبكه
أندرياس كوبكه (بالألمانية: Andreas Köpke)

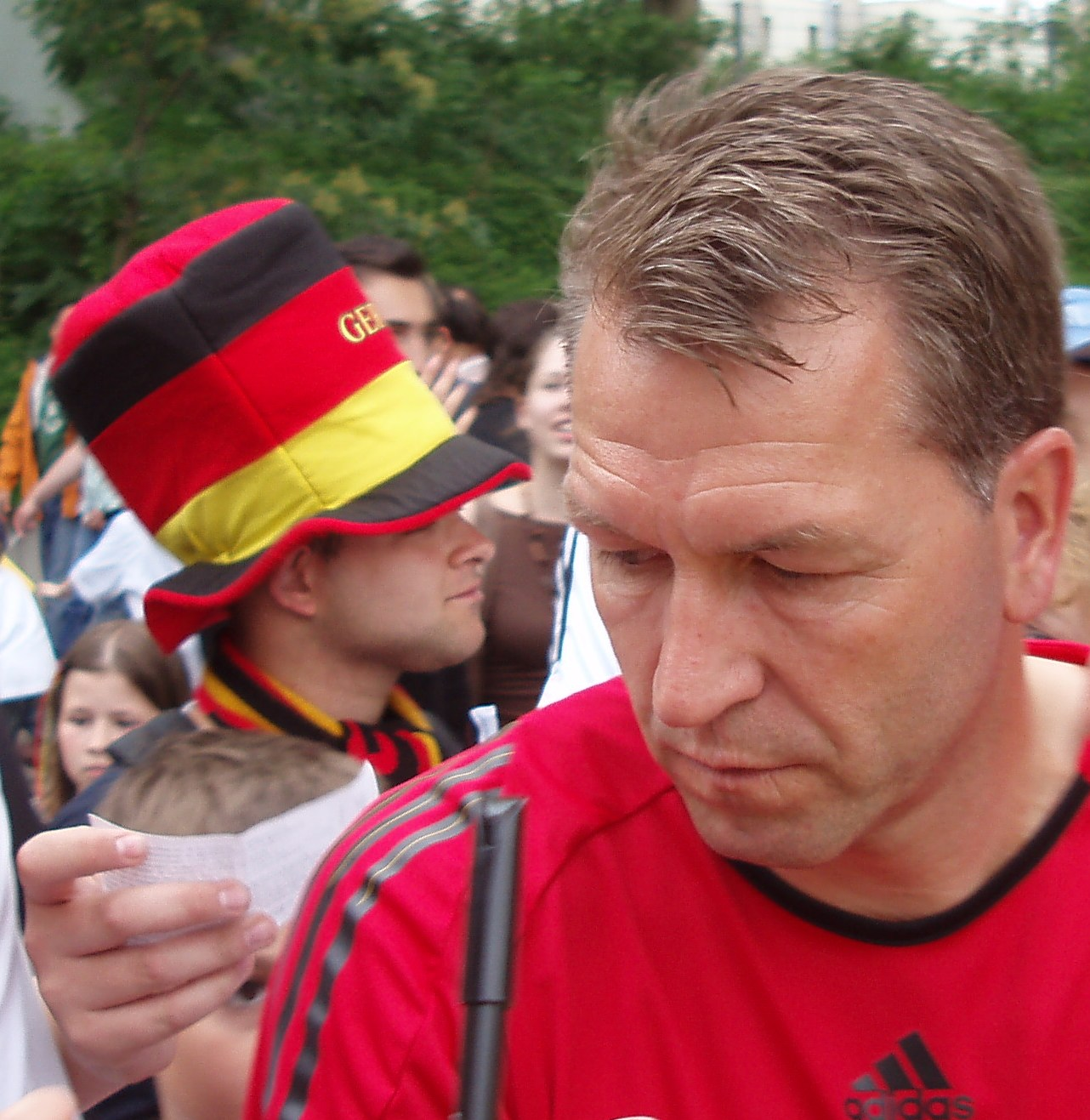
أندرياس كوبكه

هو حارس مرمى منتخب ألمانيا بكرة القدم ولد في مارس 1962، فاز مع المنتخب بلقب كأس الأمم الأوربية سنة 1996 الذي جرى في إنجلترا وأختير في 1996 كأفضل حارس في أوروبا والعالم، وكان قد شارك في كأس العالم 1990 الذي فاز به المتخب الألماني لكنه لم يكن أساسيا إذ كان بودو إليغنر هو الحارس الأساسي.واشترك أيضا في كأس العالم 1994 في الولايات المتحدة وأيضا كان بودو إليغنر هو الأساسي. وخاض 59 مبارات دولية وشارك مع المنتخب في كأس العالم 1998 الذي أقصي على يد كرواتيا في دور الثمانية، وبعد هذا المونديال اعتزل اللعب دولياً، وفي سنة 2001 اعتزل اللعب نهائياً وكان آخر نادي مثله هو نادي نورنبرغ.وهو الآن مدرب الحراس للمنتخب الألماني خلفاً لسيب ماير المستقيل سنة 2004.

## روابط خارجية
- أندرياس كوبكه على موقع الاتحاد الدولي (مؤرشف)  (الإنجليزية)
- أندرياس كوبكه على موقع قاعدة بيانات كرة القدم.إي يو (الإنجليزية)
- أندرياس كوبكه على موقع بيانات كرة القدم. دي إي (الألمانية)
- أندرياس كوبكه على موقع ناشيونال فوتبول تيمز (الإنجليزية)
- أندرياس كوبكه على موقع Soccerway.com (الإنجليزية)
- أندرياس كوبكه على موقع عالم كرة القدم.نت (الإنجليزية)